# Gare de Bloomington - Normal
La gare de Bloomington - Normal est une gare ferroviaire des États-Unis, située à Normal, région métropolitaine de Bloomington-Normal dans l'État de l'Illinois.

## Histoire
La gare est mise en service en 1990. Le bâtiment actuel date de 2012 et contient également des bureaux administratifs pour la ville.

## Service des voyageurs

### Desserte
Ligne d'Amtrak:
- Le Lincoln Service: Saint-Louis - Chicago
- Le Texas Eagle: Los Angeles - Chicago